# RBMK
RBMK là một chương trình trọng điểm của Liên Xô để tạo ra lò phản ứng năng lượng làm lạnh bằng nước trên cơ sở các lò phản ứng dùng cho quân đội chạy bằng plutoni điều hòa bằng than chì. Tên của nó là một tên viết tắt từ phiên âm tiếng Nga của "lò phản ứng hạt nhân kiểu kênh công suất lớn" hay nói cách khác đây là lò phản ứng hạt nhân với 1 hệ thống đường dẫn nước vào thẳng vùng phản ứng (vùng hoạt), nước được đun nóng, sôi, và bốc hơi, quá nhiệt ngay trên các thanh nhiên liệu. Chính vì chỉ có 1 vòng tuần hoàn nước nên hiệu suất của lò rất cao. Ở các thế hệ lò tiếp theo, các lò thường dùng 2 tới 3 vòng tuần hoàn. Chính vì nước được sôi ngay trên thanh nhiên liệu, nên loại lò này có rất nhiều khuyết điểm.
Vì vậy lò RBMK được gọi là " Lò phản ứng hạt nhân kiểu kênh công suất lớn" (reaktor bolshoy moshchnosti kanalniy tiếng Nga: Реактор Большой Мощности Канальный), thuộc lớp lò phản ứng hạt nhân được điều hòa neutron bằng than chì do Liên Xô xây dựng để sử dụng trong các nhà máy điện hạt nhân. Lò phản ứng RBMK là kiểu lò liên quan đến thảm họa Chernobyl. Năm 2008, có ít nhất 12 lò phản ứng kiểu RBMK còn hoạt động tại Nga và Litva, nhưng không có bất kỳ dự án nào tiếp tục xây dựng các lò phản ứng kiểu RBMK mới (công nghệ lò RBMK đã được phát triển trong thập niên 1950 và ngày nay đã trở nên lỗi thời.

Sơ đồ của một lò phản ứng kiểu RBMK

Sử dụng nước nhẹ để làm lạnh và than chì là chất làm chậm neutron, lò có thể sử dụng urani tự nhiên làm nguyên liệu. Lò phản ứng năng lượng lớn (các lò RBMK trong nhà máy điện hạt nhân Ignalina ở Litva tạo ra 1500 MWe, một lượng rất lớn vào thời đó thậm chí đối với ngày nay) có thể được xây dựng mà không đòi hỏi phải tách các đồng vị cũng như làm giàu urani hay nước nặng.

## Đặc tính của lò RBMK
| Đặc tính                                | RBMK-1000     | RBMK-1500     | RBMKP-2000 (dự án) | MKER-1500 (dự án) |
| --------------------------------------- | ------------- | ------------- | ------------------ | ----------------- |
| Công suất nhiệt của lò, MW              | 3200          | 4800          | 5400               | 4250              |
| Công suất điện của 1 blok, MW           | 1000          | 1500          | 2000               | 1500              |
| Hiệu suất có ích, %                     | 31,3          | 31,3          | 37,0               | 35,2              |
| Khối lượng Uranium ban đầu, Tấn         | 192           | 189           | 220                |                   |
| Làm giàu Uranium, %                     |               |               |                    |                   |
| Áp suất hơi trước turbin, at            | 65            | 65            | 65                 | 65?               |
| Nhiệt độ hơi trước turbin, °С           | 280           | 280           | 450                |                   |
| Kích thước vùng lò phản ứng:, m:        |               |               |                    |                   |
| Cao                                     | 7             | 7             | 6                  | 7                 |
| Đường kính (rộng×dài)                   | 11,8          | 11,8          | 7,75×24            | -                 |
| Kênh bay hơi                            | 1,8           | 1,8           | 1,8                | 2,4               |
| kênh hơi quá nhiệt                      | —             | —             | 2,2                | -                 |
| Số lượng kênh:                          |               |               |                    |                   |
| số lượng kênh bay hơi                   | 1693          | 1661          | 1744               | 1661              |
| Số lượng kênh quá nhiệt                 | —             | —             | 872                | -                 |
| Công suất nhiệt trung bình, МW·ngày/kg: |               |               |                    |                   |
| Trong kênh bay hơi                      | 18,1          | 18,1          | 20,2               | 30                |
| Trong kênh hơi quá nhiệt                | —             | —             | 18,9               | -                 |
| Kích thước và độ dầy TNL: (MM)          |               |               |                    |                   |
| Kênh bay hơi                            | 13,5×0,9      | 13,5×0,9      | 13,5×0.9           | -                 |
| Kênh hơi quá nhiệt                      | —             | —             | 10×0,3             | -                 |
| Vật liệu vỏ thanh nhiên liệu (TNL):     |               |               |                    |                   |
| Kênh bay hơi                            | Zr + 2,5 % Nb | Zr + 2,5 % Nb | Zr + 2,5 % Nb      | -                 |
| Kênh hơi quá nhiệt                      | —             | —             | Thép không rỉ      | -                 |

## Lịch sử
RBMK là chương trình năng lượng hạt nhân trọng điểm của Liên Xô nhằm sản xuất lò phản ứng năng lượng làm mát bằng nước với tiềm năng sử dụng kép dựa trên các lò phản ứng quân sự sản xuất plutonium được điều tiết bằng than chì của họ. Lò phản ứng hạt nhân đầu tiên trong số này, Obninsk AM-1 ("Атом Мирный", Atom Mirny, tiếng Nga nghĩa là "nguyên tử hòa bình", tương tự như Atoms for Peace của Mỹ) tạo ra 5 MW điện từ nhiệt điện 30 MW và cung cấp cho Obninsk từ năm 1954 cho đến khi 1959. Các nguyên mẫu tiếp theo là lò phản ứng AMB-100 và lò phản ứng AMB-200 đều ở Nhà máy điện hạt nhân Beloyarsk.
Bằng cách sử dụng thiết kế tối giản sử dụng nước (nhẹ) thông thường để làm mát và than chì ở mức vừa phải, có thể sử dụng nhiên liệu có độ làm giàu thấp hơn (uranium được làm giàu 1,8% thay vì làm giàu 4% đắt hơn đáng kể). Điều này cho phép tạo ra một lò phản ứng cực kỳ lớn và mạnh mẽ có thể được xây dựng nhanh chóng, phần lớn từ các bộ phận được chế tạo tại chỗ thay vì bởi các nhà máy chuyên dụng. Thiết kế 1000 MWe ban đầu còn có chỗ để phát triển thành các lò phản ứng mạnh hơn nữa. Ví dụ, các lò phản ứng RBMK tại Nhà máy điện hạt nhân Ignalina ở Litva được đánh giá ở mức 1500 MWe mỗi lò, một kích thước rất lớn vào thời điểm đó và thậm chí cả vào đầu thế kỷ 21. Để so sánh, EPR có công suất thực trên bảng điện là 1600 MW (4500 MWnhiệt) và là một trong những loại lò phản ứng mạnh nhất từng được chế tạo.
Thiết kế của RBMK-1000 được hoàn thiện vào năm 1968. Vào thời điểm đó, đây là thiết kế lò phản ứng hạt nhân lớn nhất thế giới, vượt qua các thiết kế của phương Tây và VVER (một thiết kế lò phản ứng PWR trước đó của Liên Xô) về công suất đầu ra và kích thước vật lý, lớn hơn 20 lần về thể tích so với thiết kế của Liên Xô. lò phản ứng hiện đại của phương Tây. Tương tự như các lò phản ứng CANDU, nó có thể được sản xuất mà không cần ngành công nghiệp chuyên biệt yêu cầu bởi các thùng chịu áp lực lớn và thành dày của lò phản ứng như các thùng được sử dụng bởi lò phản ứng VVER, do đó làm tăng số lượng các nhà máy có khả năng sản xuất các bộ phận lò phản ứng RBMK. Không có nguyên mẫu nào của RBMK được chế tạo; nó đã được đưa trực tiếp vào sản xuất hàng loạt.
RBMK được một số người tuyên bố là lò phản ứng quốc gia của Liên Xô, có lẽ là do chủ nghĩa dân tộc vì thiết kế độc đáo, kích thước lớn và sản lượng điện của nó và đặc biệt là vì VVER được những người gièm pha ở Liên Xô gọi là lò phản ứng của Mỹ, vì nó thiết kế tương tự như các lò phản ứng PWR của phương Tây. Một bằng sáng chế phát minh tối mật cho thiết kế RBMK đã được Anatoly Aleksandrov từ Viện Năng lượng nguyên tử Kurchatov đệ trình, người đã đích thân nhận công về thiết kế lò phản ứng với văn phòng cấp bằng sáng chế của Liên Xô. Bởi vì một tòa nhà ngăn chặn sẽ cần phải rất lớn và đắt tiền, làm tăng gấp đôi chi phí của mỗi đơn vị, do kích thước lớn của RBMK nên ban đầu nó đã bị loại bỏ khỏi thiết kế. Các nhà thiết kế của nó lập luận rằng chiến lược của RBMK là đặt mỗi tổ hợp nhiên liệu trong kênh riêng với dòng nước làm mát chảy, là một giải pháp thay thế có thể chấp nhận được để ngăn chặn.
RBMK được thiết kế chủ yếu tại Viện Năng lượng nguyên tử Kurchatov và NIKIET [ru], do Anatoly Aleksandrov và Nikolai Dollezhal đứng đầu, lần lượt từ năm 1964 đến năm 1966. RBMK được Liên Xô ưa chuộng hơn VVER do tính dễ sản xuất, do thiếu bình chịu áp lực lớn và thành dày của lò phản ứng cũng như các máy tạo hơi nước liên quan tương đối phức tạp cũng như sản lượng điện lớn của nó, điều này sẽ cho phép chính phủ Liên Xô dễ dàng đạt được các mục tiêu kế hoạch kinh tế tập trung của họ.
Những sai sót trong thiết kế RBMK ban đầu đã được những người khác nhận ra, kể cả từ bên trong Viện Kurchatov trước khi các tổ máy đầu tiên được chế tạo, nhưng lệnh xây dựng các tổ máy RBMK đầu tiên, ở Leningrad, đã được Liên Xô ban hành vào năm 1966. vào thời điểm mối quan ngại của họ đã đến tai Ban Chấp hành Trung ương Đảng Cộng sản Liên Xô và Hội đồng Bộ trưởng Liên Xô. Điều này đã thúc đẩy một cuộc đại tu đột ngột của RBMK. Việc sản xuất plutonium trong RBMK có thể đạt được bằng cách vận hành lò phản ứng dưới các thông số nhiệt đặc biệt, nhưng khả năng này đã bị loại bỏ từ rất sớm.Đây là thiết kế được hoàn thiện vào năm 1968. Việc thiết kế lại không giải quyết được những sai sót tiếp theo mà mãi đến nhiều năm sau mới được phát hiện. Việc xây dựng RBMK đầu tiên tại Nhà máy điện hạt nhân Leningrad bắt đầu vào năm 1970. Tổ máy số 1 của Leningrad mở cửa vào năm 1973.
Tại Leningrad, người ta phát hiện ra rằng RBMK, do hệ số rỗng dương cao, trở nên khó kiểm soát hơn khi nhiên liệu uranium bị tiêu thụ hoặc đốt cháy, trở nên khó dự đoán vào thời điểm nó ngừng hoạt động sau ba năm để bảo trì. Điều này khiến việc điều khiển RBMK trở thành một công việc tốn nhiều công sức, đòi hỏi tinh thần và thể chất, đòi hỏi phải điều chỉnh kịp thời hàng chục thông số mỗi phút, suốt ngày đêm, liên tục làm hao mòn các công tắc như loại dùng cho thanh điều khiển và khiến người vận hành phải đổ mồ hôi. Tỷ lệ làm giàu đã được tăng từ 1,8% lên 2,0% để giảm bớt những vấn đề này.
RBMK bị một số người ở Liên Xô coi là đã lỗi thời ngay sau khi tổ máy Chernobyl 1 được đưa vào vận hành. Aleksandrov và Dollezhal đã không điều tra sâu hơn hoặc thậm chí không hiểu sâu về các vấn đề trong RBMK, và hệ số rỗng không được phân tích trong sách hướng dẫn. cho lò phản ứng. Các kỹ sư tại tổ máy Chernobyl 1 đã phải tìm ra giải pháp cho nhiều sai sót của RBMK như thiếu biện pháp bảo vệ khi không có nguồn cung cấp nước cấp. Các tổ máy Leningrad và Chernobyl 1 đều có những vụ tan chảy một phần đã được xử lý, cùng với các vụ tai nạn hạt nhân khác tại các nhà máy điện, như là bí mật quốc gia và do đó, ngay cả những công nhân khác tại cùng các nhà máy đó cũng không được biết đến.
Đến năm 1980, NIKIET nhận ra, sau khi hoàn thành một nghiên cứu bí mật, rằng các sự cố xảy ra với RBMK vẫn có thể xảy ra ngay cả khi hoạt động bình thường, nhưng không có hành động nào được thực hiện để khắc phục các sai sót của RBMK. Thay vào đó, các hướng dẫn sử dụng đã được sửa đổi, được cho là đủ để đảm bảo vận hành an toàn miễn là chúng được tuân thủ chặt chẽ. Tuy nhiên, các hướng dẫn sử dụng rất mơ hồ và nhân viên nhà máy điện Liên Xô đã có thói quen bẻ cong các quy định để đạt được các mục tiêu kinh tế, mặc dù thiết bị không đầy đủ hoặc trục trặc. Điều quan trọng là không xác định rõ rằng một số thanh điều khiển phải luôn ở trong lò phản ứng để bảo vệ khỏi tai nạn, như được khớp nối lỏng lẻo bởi thông số Biên phản ứng hoạt động (ORM).Một máy ghi và hiển thị biểu đồ ORM đã được thêm vào các phòng điều khiển RBMK sau thảm họa Chernobyl.
Tuổi thọ dự kiến là 45 năm đối với nhiều thiết bị, sau khi tân trang lại giữa vòng đời.

## Lỗi thiết kế và vấn đề an toàn
Là lò phản ứng thế hệ II đầu tiên dựa trên công nghệ của Liên Xô những năm 1950, thiết kế RBMK được tối ưu hóa về tốc độ sản xuất so với dư thừa. Nó được thiết kế và chế tạo với một số đặc điểm thiết kế tỏ ra không ổn định một cách nguy hiểm khi vận hành ngoài các thông số kỹ thuật thiết kế của chúng. Quyết định sử dụng lõi than chì với nhiên liệu uranium tự nhiên cho phép sản xuất năng lượng lớn với chi phí chỉ bằng 1/4 so với các lò phản ứng nước nặng, vốn cần nhiều bảo trì hơn và cần khối lượng lớn nước nặng đắt tiền để khởi động. Tuy nhiên, nó cũng để lại những hậu quả tiêu cực không ngờ tới mà chưa bộc lộ hết cho đến thảm họa Chernobyl năm 1986.

### Hệ số rỗng dương cao
Nước nhẹ (H2O thông thường) vừa là chất điều tiết neutron vừa là chất hấp thụ neutron. Điều này có nghĩa là nó không chỉ có thể làm chậm neutron đến vận tốc cân bằng với các phân tử xung quanh ("làm nóng" chúng và biến chúng thành neutron năng lượng thấp, được gọi là neutron nhiệt, có nhiều khả năng tương tác với hạt nhân uranium-235 hơn so với các neutron nhanh được tạo ra bởi sự phân hạch ban đầu), nhưng nó cũng hấp thụ một số trong số chúng.
Trong dòng lò phản ứng RBMK, nước nhẹ đóng vai trò là chất làm mát, trong khi việc điều tiết chủ yếu được thực hiện bằng than chì. Vì than chì đã điều tiết neutron nên nước nhẹ có tác dụng làm chậm chúng chậm hơn nhưng vẫn có thể hấp thụ chúng. Điều này có nghĩa là khả năng phản ứng của lò phản ứng (được điều chỉnh bằng các thanh hấp thụ neutron thích hợp) phải tính đến lượng neutron được hấp thụ bởi nước nhẹ.
Trong trường hợp nước bay hơi thành hơi nước, chỗ có nước sẽ bị chiếm bởi hơi nước, có mật độ thấp hơn nhiều so với mật độ của nước ở dạng lỏng (con số chính xác phụ thuộc vào áp suất và nhiệt độ; ở điều kiện tiêu chuẩn, hơi nước có khối lượng riêng khoảng 1⁄1350 đậm đặc như nước lỏng). Do mật độ thấp hơn (khối lượng và do đó hạt nhân nguyên tử có khả năng hấp thụ neutron), khả năng hấp thụ neutron của nước nhẹ thực tế biến mất khi nó sôi. Điều này cho phép nhiều neutron hơn phân hạch nhiều hạt nhân U-235 hơn và do đó làm tăng công suất lò phản ứng, dẫn đến nhiệt độ cao hơn làm sôi nhiều nước hơn, tạo ra vòng phản hồi nhiệt.
Trong các lò phản ứng RBMK, việc tạo ra hơi nước trong nước làm mát trên thực tế sẽ tạo ra khoảng trống: một bong bóng không hấp thụ neutron. Việc giảm mức điều tiết bằng nước nhẹ là không thích hợp, vì than chì vẫn điều tiết neutron. Tuy nhiên, sự mất khả năng hấp thụ làm thay đổi đáng kể sự cân bằng của việc sản xuất neutron, gây ra tình trạng chạy trốn trong đó ngày càng nhiều neutron được tạo ra và mật độ của chúng tăng theo cấp số nhân. Điều kiện như vậy được gọi là "hệ số rỗng dương" và loạt lò phản ứng RBMK có hệ số rỗng dương cao nhất so với bất kỳ lò phản ứng thương mại nào từng được thiết kế.
Hệ số rỗng cao không nhất thiết làm cho lò phản ứng vốn không an toàn, vì một số neutron phân hạch được phát ra với độ trễ vài giây hoặc thậm chí vài phút (phát xạ neutron sau phân hạch từ hạt nhân con), và do đó có thể thực hiện các bước để giảm phân hạch trước khi nó trở nên quá cao. Tuy nhiên, tình trạng này khiến việc điều khiển lò phản ứng trở nên khó khăn hơn đáng kể, đặc biệt ở công suất thấp. Vì vậy, hệ thống điều khiển phải rất đáng tin cậy và nhân viên phòng điều khiển phải được đào tạo nghiêm ngặt về đặc thù và giới hạn của hệ thống. Cả hai yêu cầu này đều không được áp dụng tại Chernobyl: vì thiết kế thực tế của lò phản ứng mang dấu phê duyệt của Viện Kurchatov và được coi là bí mật quốc gia, nên việc thảo luận về những sai sót của lò phản ứng đều bị cấm, ngay cả trong số những người thực sự vận hành nhà máy. Một số thiết kế RBMK sau này đã bao gồm các thanh điều khiển trên vật lộn điện từ, do đó kiểm soát tốc độ phản ứng và nếu cần, dừng hoàn toàn phản ứng. Tuy nhiên, lò phản ứng RBMK ở Chernobyl lại có các thanh điều khiển ly hợp thủ công.
Tất cả các lò phản ứng RBMK đều trải qua những thay đổi đáng kể sau thảm họa Chernobyl. Hệ số rỗng dương đã giảm từ +4,5 β xuống +0,7 β,làm giảm khả năng xảy ra các vụ tai nạn phản ứng tiếp theo, với cái giá phải trả là yêu cầu làm giàu nhiên liệu uranium cao hơn.

### Những cải tiến kể sau thảm họa Chernobyl
Trong cuốn hồi ký được xuất bản sau khi ông qua đời, Valery Legasov, Phó Giám đốc thứ nhất của Viện Năng lượng Nguyên tử Kurchatov, tiết lộ rằng các nhà khoa học của Viện từ lâu đã biết rằng RBMK có những sai sót nghiêm trọng trong thiết kế.Vụ tự sát của Legasov vào năm 1988, sau những nỗ lực thất vọng nhằm thúc đẩy cải cách an toàn công nghiệp và hạt nhân, đã gây ra làn sóng chấn động khắp cộng đồng khoa học. Các vấn đề về thiết kế của RBMK ngày càng được thảo luận một cách cởi mở.
Sau vụ tai nạn ở Chernobyl, tất cả các lò phản ứng RBMK còn lại đều được trang bị thêm một số bản cập nhật để đảm bảo an toàn. Bản cập nhật lớn nhất trong số này đã sửa chữa thiết kế thanh điều khiển RBMK. Các thanh điều khiển có các bộ chuyển vị bằng than chì dài 4,5 mét (14 ft 9 in), ngăn nước làm mát xâm nhập vào khoảng trống khi các thanh được rút ra. Trong thiết kế ban đầu, những thiết bị chuyển vị đó, ngắn hơn chiều cao của lõi, để lại những cột nước cao 1,25 mét (4,1 ft) ở phía dưới (và 1,25 mét [4,1 ft] ở phía trên) khi các thanh được rút ra hoàn toàn.
Trong quá trình chèn, than chì trước tiên sẽ thay thế lượng nước thấp hơn đó, làm tăng khả năng phản ứng cục bộ. Ngoài ra, khi các thanh ở vị trí cao nhất, các đầu hấp thụ nằm bên ngoài lõi, đòi hỏi một sự dịch chuyển tương đối lớn trước khi đạt được mức giảm đáng kể về độ phản ứng.Những sai sót trong thiết kế này có thể là nguyên nhân cuối cùng gây ra vụ nổ đầu tiên trong vụ tai nạn Chernobyl, khiến phần dưới của lõi trở nên nguy kịch ngay lập tức khi những người vận hành cố gắng tắt lò phản ứng mất ổn định cao bằng cách lắp lại các thanh. Các bản cập nhật là:
- Tăng mức làm giàu nhiên liệu từ 2% lên 2,4% để bù đắp cho việc sửa đổi thanh điều khiển và lắp thêm bộ hấp thụ.
- Số lượng thanh điều khiển thủ công tăng từ 30 lên 45.
- 80 bộ hấp thụ bổ sung ngăn cản hoạt động ở công suất thấp, nơi thiết kế RBMK nguy hiểm nhất.
- Trình tự AZ-5 (tắt lò phản ứng khẩn cấp hoặc SCRAM) giảm từ 18 xuống 12 giây.
- Việc bổ sung hệ thống БАЗ hoặc BAZ*,[41] (bảo vệ khẩn cấp lò phản ứng nhanh) sẽ chèn 24 thanh phân bố đồng đều vào lõi lò phản ứng thông qua cơ chế truyền động được sửa đổi trong vòng 1,8 đến 2,5 giây.
- Các biện pháp phòng ngừa chống truy cập trái phép vào hệ thống an toàn khẩn cấp.

Ngoài ra, mô hình RELAP5-3D của lò phản ứng RBMK-1500 đã được phát triển để sử dụng trong các tính toán nhiệt-thủy lực-trung tính tích hợp nhằm phân tích các quá độ cụ thể trong đó phản ứng neutron của lõi là quan trọng.
*Nút BAZ được dùng như một biện pháp ưu tiên để giảm độ phản ứng trước khi AZ-5 được kích hoạt, nhằm cho phép tắt RBMK khẩn cấp an toàn và ổn định.

### Khối điều tiết than chì bị biến dạng
Từ tháng 5 năm 2012 đến tháng 12 năm 2013, Leningrad-1 ngừng hoạt động trong khi việc sửa chữa được thực hiện liên quan đến các khối điều tiết than chì bị biến dạng. Dự án kéo dài 18 tháng bao gồm nghiên cứu và phát triển máy bảo trì và hệ thống giám sát. Công việc tương tự sẽ được áp dụng cho các RBMK đang hoạt động còn lại.Các khối điều tiết than chì trong RBMK có thể được sửa chữa và thay thế tại chỗ, không giống như lò phản ứng điều tiết than chì lớn hiện nay, lò phản ứng làm mát bằng khí tiên tiến.
Việc cắt dọc ở một số cột than chì trong quá trình nâng cấp kéo dài thời gian sử dụng có thể đưa khối than chì trở lại hình dạng thiết kế ban đầu của nó.

## Phát triển hơn nữa
Một thiết kế lại của RBMK thời hậu Xô Viết là MKER (tiếng Nga: МКЭР, Многопетлевой Канальный Энергетический Реактор [Mnogopetlevoy Kanalniy Energeticheskiy Reaktor], có nghĩa là lò phản ứng điện ống áp suất nhiều vòng), với độ an toàn được cải thiện và một thùng chứa tòa nhà cố vấn.Nguyên mẫu vật lý của MKER-1000 là tổ máy thứ 5 của Nhà máy điện hạt nhân Kursk. Việc xây dựng Kursk 5 bị hủy bỏ vào năm 2012.MKER-800, MKER-1000 và MKER-1500 đã được lên kế hoạch cho nhà máy điện hạt nhân Leningrad.

## Ngừng hoạt động
Trong số 17 lò phản ứng RBMK được chế tạo, cả ba lò phản ứng còn sót lại ở nhà máy Chernobyl hiện đã bị đóng cửa. Tổ máy số 5 vẫn đang được xây dựng tại Nhà máy điện hạt nhân Kursk. Đơn vị 1 bị đóng cửa vào năm 1996, Đơn vị 3 vào năm 2000, Đơn vị 4 đã bị phá hủy trong vụ tai nạn và Đơn vị 2 bị vô hiệu hóa sau vụ nổ hydro năm 1991. Chernobyl 5 và 6 đang được xây dựng vào thời điểm xảy ra tai nạn ở Chernobyl, nhưng hơn thế nữa việc xây dựng đã bị dừng lại do mức độ ô nhiễm cao tại địa điểm này, hạn chế tương lai lâu dài của nó. Cả hai lò phản ứng tại Ignalina ở Lithuania cũng bị đóng cửa.
Nga là quốc gia duy nhất vẫn vận hành các lò phản ứng theo thiết kế này: Leningrad (2 RBMK-1000), Smolensk (3 RBMK-1000) và Kursk (3 RBMK-1000), Tổ máy Kursk 1 đã ngừng hoạt động thông qua khóa BSM vào ngày 19 tháng 12, Năm 2021, lần cuối cùng nhà máy vận hành song song cả bốn tổ máy.Hiện tại không có Lò phản ứng RBMK nào đang được xây dựng ở Nga nữa. Lò phản ứng RBMK cuối cùng ở Nga dự kiến sẽ ngừng hoạt động vào năm 2034 tại Smolensk-3.

## Danh sách các lò phản ứng RBMK
Mã màu:
| – Lò phản ứng đang hoạt động (bao gồm cả các lò phản ứng hiện đang ngoại tuyến) |  | – Lò phản ứng ngừng hoạt động |  | – Lò phản ứng bị phá hủy do tai nạn |  | – Việc xây dựng lò phản ứng bị bỏ hoang hoặc bị hủy bỏ |  |
| Địa điểm    | Loại lò phản ứng | Năm hoạt động | Trạng thái                                 | Dung tích (MWe) | Tổng Dung tích (MWe) |
| ----------- | ---------------- | ------------- | ------------------------------------------ | --------------- | -------------------- |
| Chernobyl-1 | RBMK-1000        | 1977          | Ngừng hoạt động vào năm 1996               | 740             | 800                  |
| Chernobyl-2 | RBMK-1000        | 1978          | Ngừng hoạt động vào năm 1991               | 925             | 1000                 |
| Chernobyl-3 | RBMK-1000        | 1981          | Ngừng hoạt động vào năm 2000               | 925             | 1000                 |
| Chernobyl-4 | RBMK-1000        | 1983          | Bị phá hủy vào năm 1986                    | 925             | 1000                 |
| Chernobyl-5 | RBMK-1000        | N/A           | Việc xây dựng bị hủy bỏ vào năm 1988       | 950             | 1000                 |
| Chernobyl-6 | RBMK-1000        | N/A           | Việc xây dựng bị hủy bỏ vào năm 1988       | 950             | 1000                 |
| Ignalina-1  | RBMK-1500        | 1983          | Ngừng hoạt động vào năm 2004               | 1,185           | 1,300                |
| Ignalina-2  | RBMK-1500        | 1987          | Ngừng hoạt động vào năm 2009               | 1,185           | 1,300                |
| Ignalina-3  | RBMK-1500        | N/A           | Việc xây dựng bị hủy bỏ vào năm 1988       | 1,380           | 1,500                |
| Ignalina-4  | RBMK-1500        | N/A           | Kế hoạch xây dựng bị hủy bỏ vào năm 1988   | 1,380           | 1,500                |
| Kostroma-1  | RBMK-1500        | N/A           | Việc xây dựng bị hủy bỏ vào những năm 1980 | 1,380           | 1,500                |
| Kostroma-2  | RBMK-1500        | N/A           | Việc xây dựng bị hủy bỏ vào những năm 1980 | 1,380           | 1,500                |
| Kursk-1     | RBMK-1000        | 1977          | Ngừng hoạt động vào năm 2021               | 925             | 1,000                |
| Kursk-2     | RBMK-1000        | 1979          | Ngừng hoạt động vào năm 2024               | 925             | 1,000                |
| Kursk-3     | RBMK-1000        | 1984          | Hoạt động đến năm 2029                     | 925             | 1,000                |
| Kursk-4     | RBMK-1000        | 1985          | Hoạt động đến năm 2030                     | 925             | 1,000                |
| Kursk-5     | RBMK-1000        | N/A           | Việc xây dựng bị hủy bỏ vào năm 2012       | 925             | 1,000                |
| Kursk-6     | RBMK-1000        | N/A           | Việc xây dựng bị hủy bỏ vào năm 1993       | 925             | 1,000                |
| Leningrad-1 | RBMK-1000        | 1974          | Ngừng hoạt động vào năm 2018               | 925             | 1,000                |
| Leningrad-2 | RBMK-1000        | 1976          | Ngừng hoạt động vào năm 2020               | 925             | 1,000                |
| Leningrad-3 | RBMK-1000        | 1979          | Hoạt động đến tháng 6 năm 2025             | 925             | 1,000                |
| Leningrad-4 | RBMK-1000        | 1981          | Hoạt động đến tháng 8 năm 2026             | 925             | 1,000                |
| Smolensk-1  | RBMK-1000        | 1983          | Hoạt động đến năm 2028                     | 925             | 1,000                |
| Smolensk-2  | RBMK-1000        | 1985          | Hoạt động đến năm 2030                     | 925             | 1,000                |
| Smolensk-3  | RBMK-1000        | 1990          | Hoạt động đến năm 2034                     | 925             | 1,000                |
| Smolensk-4  | RBMK-1000        | N/A           | Việc xây dựng bị hủy bỏ vào năm 1993       | 925             | 1,000                |